# Funtana Meiga

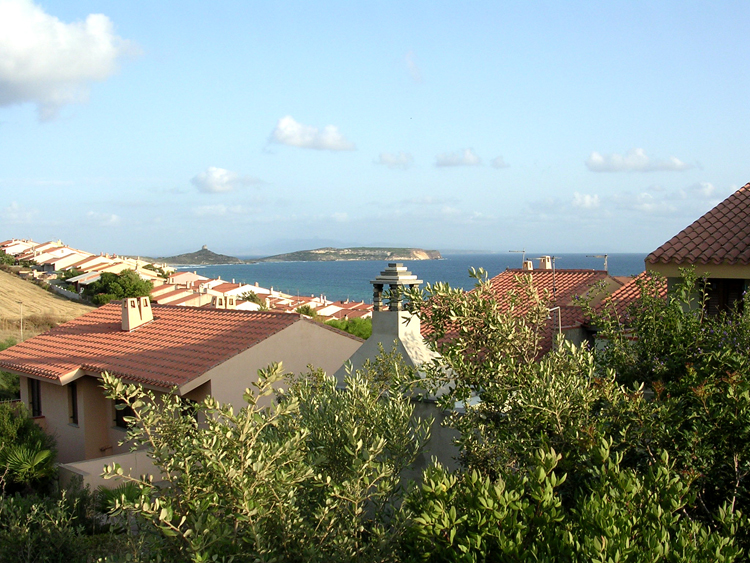
Vista parcial de Funtana Meiga.

Funtana Meiga es un pueblo costero que pertenece al ayuntamiento de Cabras, en la provincia de Oristán.

## Situación
Se encuentra situado en la costa centro-occidental de la isla de Cerdeña en plena "Reserva Natural de Flora y Fauna de Seu",  perteneciendo a la famosa "Área Marina Protegida Península del Sinis-Isla de Mal di Ventre"; dichos espacios naturales son muy valorados y podría decirse que únicos en el Mediterráneo.

## Historia
Su nombre proviene del dialecto sardo antiguo y significa "Fuente" o "manantial de agua" "medicinal" o "milagrosa".

Con toda seguridad, aunque el pueblo actual es relativamente reciente,  albergó en la antigüedad clásica un manantial de aguas termales muy apreciado hasta el punto de que haya llegado hasta la actualidad el nombre.

Existía ya, según los últimos hallazgos, en época de los antiguos colonos fenicios y antes de ellos en los tiempos de los primitivos pobladores indígenas de la isla una fuente de aguas curativas dedicadas a los genios ancestrales protectores de la salud donde gentes de todas partes venían a ofrecer sacrificios y ofrendas a cambio de salud.

El Sinis, de hecho, debe su nombre al famoso gigante, hijo de Poseidón, dios del mar en la mitología griega, que con su extraordinaria fuerza construyó o ayudó a construir los primitivos nuraga (construcciones megalíticas) que abundan en la zona más que en cualquier otra parte de la isla aunque muchos estén muy deteriorados. Sinis levantó estas fortalezas de piedra para luchar contra un peligro que venía del mar (muy posiblemente el origen de la leyenda tenga su raíz en las incursiones que una antigua coalición de pueblos en la época de la Guerra de Troya llamados "Pueblos del Mar" hicieron desembarcando en las costas de esta península).

Dicha fuente o manantial se ha conservado hasta nuestros días habiendo quedado sumergida en el mar a escasos 10 metros de la orilla, en el emplazamiento de una villa Romana del siglo I antes de Jesucristo. Para localizarla sin problemas al buen observador le basta con divisar a pájaros y avispas descender hasta el borde mismo de la superficie del agua del mar y ver como beben del agua dulce que sube a presión imponiéndose hasta aproximadamente un radio de medio metro al agua salada. Este curiosísimo fenómeno se aprecia mejor en los días en que el mar está completamente calmado.

## Entorno
El pueblo alberga vida todo el año, con un bonito bar y un supermercado, aunque es preferentemente un tranquilo y apreciado destino para pasar las vacaciones de verano. Rodeado por campos de cultivo tradicionales, grandes espacios de dunas (algunas de ellas de gran altura, alcanzando incluso los 15 metros) y extensiones bastante grandes de vegetación adaptada a las dunas típicamente mediterránea (palmeras enanas, romero, lentisco, tomillo, etc.) que llega hasta la misma orilla del mar. 

Prácticamente todo el litoral de Funtana Meiga se caracteriza por ser de aguas poco profundas con playas de arena muy fina combinadas con fragmentos de conchas marinas y granos de cuarzo blanco traídos por las corrientes desde playas como Is Arutas o Mari Ermi, a poca distancia de Funtana Meiga.

La playa del pueblo es también de poca profundidad, con una arena clara finísima y un agua muy limpia y transparente con reflejos que van desde el verde esmeralda hasta el azul turquesa, sin algas y libre de posidonia.

A poquísima distancia podemos ver las antiquísimas ruinas de la ciudad fenicio-púnica de Tharros, conocida como la segunda Cartago por su increíble riqueza e importancia en el pasado y sus restos de época romana y paleo cristiana; destacan además varios nuraga (construcciones megalíticas de la Edad del Bronce), necrópolis púnicas y romanas, una magnífica iglesia cristiana primitiva y tres torres de vigilancia españolas de época medieval así como zonas de increíble interés natural y paisajístico como el Capo San Marco o la laguna de Mistras.